# Silambam
Le silambam (tamoul : சிலம்பம்) est un art martial dravidien ancien. Attesté au Tamil Nadu à partir du IIe siècle av. J.-C. dans la littérature Sangam, il s'est ensuite étendu vers le sud de l'Inde et dans d'autres pays d'Asie du Sud-Est : Malaisie, Singapour et Sri Lanka. Longtemps interdit, il jouit aujourd'hui d'un regain d'intérêt et apparaît dans plusieurs compétitions internationales. Sa pratique est encadrée par l'association mondiale de Silambam.
Le silambam enseigne principalement le combat armé : l'arme de prédilection est un bâton de bambou, d'une longueur comparable à la taille du pratiquant, et auquel l'art martial doit son nom. D'autres armes pratiquées incluent plusieurs types de poignards (maduvu, katar), de machette-serpe (aruval), de fouets (savuku, urumi), ou de sabres (vaal). Il existe également une partie de combat à mains nues (kuttu varisai ou kai silambam) considérée parfois comme un art martial autonome.

## Histoire
D'après Balambal (1998) le silambam est mentionné dans la littérature tamoule classique dès le IVe siècle avant notre ère, notamment dans le Silappadikaram. L'étymologie folklorique construit le nom à partir du tamoul silam (colline) et bambu (bambou).
Au XVIIIe siècle, le silambam devient un symbole de la résistance du Sud de l'Inde lors des guerres carnatiques et plus tard face à la Compagnie britannique des Indes orientales, associé à des personnalités telles que Veerapandiya Kattabomman ou Maruthu Pandiyar. En représailles, la pratique du silambam et du kalarippayatt ont été interdites en 1804 à l'issue de la seconde guerre des Palaiyakkarar.
En 1999, sous les auspices des Nations Unies, l'Association mondiale de silambam est créée pour assurer l'encadrement, la publicité et l'organisation de compétitions et d'événements liés à cet art martial. Cette renaissance est accompagnée d'une représentation accrue dans les productions artistiques, notamment les films de M. G. Ramachandran.